# Antoinette Blackwell
Antoinette Louisa Brown, por matrimonio Antoinette Brown Blackwell, (20 de mayo de 1825–5 de noviembre de 1921) fue una escritora y activista social, conocida por ser la primera mujer en haber sido ordenada ministra de una Iglesia unitaria en los Estados Unidos. Fue una oradora versada en los asuntos más importantes de su época (como los derechos de las mujeres, la lucha contra la esclavitud y el movimiento por la templanza) y se distinguió de sus contemporáneos por su uso de la fe religiosa en sus esfuerzos por acrecentar los derechos de las mujeres.
El nombre de Antoinette Louisa Brown Blackwell solo suele citarse a propósito de la historia de los derechos de las mujeres. Fue una de las pioneras del feminismo cuando apenas comenzaba a recorrerse un camino en el que estaba todo por hacer. En su biografía resumida a una sola frase, su mayor logro personal fue convertirse en la primera mujer ordenada ministra protestante en EE. UU.. Pero sobresalió también por algo que debe recordarse: en un momento histórico en que lo más avanzado en ciencia era la evolución biológica darwiniana, pocas mujeres como ella elaboraron y escribieron sobre la nueva teoría. Aunque hizo algo más: acusar a Darwin de machismo, defendiendo que en aquello su teoría fallaba. Y tenía razón.
Blackwell (20 de mayo de 1825 – 5 de noviembre de 1921), de soltera Brown, fue la menor de siete hermanos de una familia de Henrietta, una localidad en el estado de Nueva York. Desde niña ya destacó por su inteligencia, pero la costumbre de la época no favorecía la educación de las mujeres, incluso con unos padres que la apoyaban. Con la fe religiosa como uno de los puntales de su vida y una fuerte vinculación a la Iglesia congregacional, quiso obtener un grado de teología en el Oberlin College de Ohio, lo cual estaba vedado para las mujeres; finalmente se le permitió asistir a los cursos, pero sin otorgarle el título que reconocía sus estudios, lo que le negaba el acceso al púlpito.
BBVA-OpenMind-Material-Antoinette Blackwell-darwin 1-Blackwell se convirtió en la primera mujer de Estados Unidos en ser ordenada ministra protestante. Crédito: Wikimedia
Blackwell se convirtió en la primera mujer de Estados Unidos en ser ordenada ministra protestante. Crédito: Wikimedia
De la predicación al activismo
Pronto comenzó a demostrar su empuje y su talento como pensadora y oradora, y a través de su discurso promovió sus dos preocupaciones más recurrentes: el abolicionismo de la esclavitud y los derechos de las mujeres. Tal era su carisma ante la audiencia que su intervención en la primera Convención Nacional sobre Derechos de las Mujeres en 1850 la catapultó a una apretada programación de conferencias, y el respeto por su trabajo finalmente le abrió el camino a la ordenación en 1852. 
Sin embargo, no siempre sus causas, matizadas por su religiosidad, encontraban el apoyo suficiente por parte de la corriente principal del feminismo de la época. Se oponía al divorcio. Apoyaba el sufragio de las mujeres, pero ponía más el acento en la idea de que el voto servía de poco si las mujeres no alcanzaban cuotas de poder y por tanto debían limitarse a elegir a los hombres que las gobernaban. Defendía el acceso de la mujer a los trabajos considerados masculinos, pero siempre primando sobre todo sus obligaciones en el hogar y con la familia. Sus posturas a veces controvertidas la llevaron a mantener encendidas discusiones con otras pioneras del feminismo. Estas polémicas, junto con su matrimonio en 1856, la apartaron de las conferencias en favor de la escritura.
El activismo de Blackwell difería de la corriente feminista de la época por su visión religiosa, pero nunca abandonó su lucha por el sufragio femenino. Imagen: Schlesinger Library
Pese a carecer de formación científica, su mente inquieta y brillante la mantenía atenta al pensamiento más influyente de su época. Admiraba sobre todo la obra de Charles Darwin y de Herbert Spencer, el impulsor del llamado darwinismo social. En 1869, 10 años después de la publicación de El origen de las especies, envió a Darwin un ejemplar de su primer libro, Studies in General Science. El padre de la teoría evolutiva correspondió con una amable carta de agradecimiento; la cual, sin embargo, encabezó con un “Dear Sir”, ignorando y sin imaginar que su inteligente corresponsal, que firmaba como A. B. Blackwell, podía ser una mujer.
No consta que Blackwell diese mayor importancia al hecho. Pero cuando tuvo ocasión de leer la obra posterior del británico, El origen del hombre, publicada en 1871, no pudo menos que indignarse ante el tratamiento de las mujeres, que Darwin situaba en un nivel intermedio entre el niño y el hombre. “Si se hicieran dos listas de los más eminentes hombres y mujeres en poesía, pintura, escultura, música —incluyendo composición e interpretación—, historia, ciencia y filosofía… las dos listas no tendrían comparación”. Para Darwin, la competición por las hembras en las especies inferiores había llevado a lo largo de la evolución al desarrollo de una paciencia y una perseverancia que eran la semilla de la genialidad en el hombre. “Así, el hombre ha terminado siendo superior a la mujer”, escribía. Por su parte, Spencer alegaba que el trabajo femenino era egoísta, ya que perjudicaba la reproducción de la especie.
La visión de las mujeres en el darwinismo era aún más chocante por cuanto el feminismo de la época había acogido con gran entusiasmo la teoría evolutiva, al ver en ella una fuerza de cambio hacia la igualdad basada en la ciencia, como oposición a la tradición bíblica que obligaba al sometimiento de la mujer al hombre. Y así, durante cuatro años Blackwell cocinó su respuesta, que publicó en 1875: The Sexes Throughout Nature, una colección de ensayos. Para ella, Darwin había cometido el error de aplicar un punto de vista exclusivamente masculino; eran las mujeres quienes debían estudiar a las mujeres, del mismo modo que antes había postulado que las mujeres debían progresar con el gobierno de las mujeres.
Pero el trabajo de Blackwell no consistió meramente en una disertación ideológica; emprendió la tarea de recopilar, organizar, comparar y reanalizar meticulosamente los datos publicados por el propio Darwin para dejar que las conclusiones salieran por sí solas: “En conjunto, los machos y hembras de la misma especie, desde el molusco hasta el hombre, pueden continuar su evolución relacionada, como verdaderos equivalentes, en todas las modalidades de fuerza, física y psíquica”. Así, Blackwell concluía que los sexos, diferentes por naturaleza, se igualaban por la fuerza de la evolución biológica.
BBVA-OpenMind-Material-Antoinette Blackwell-darwin 3 - La familia política de Blackwell destacó por su activismo a principios durante el cambio de siglo, incluyendo a Elizabeth Blackwell, primera médico titulada en EE. UU.. Imagen: Schlesinger Library
La familia política de Blackwell destacó por su activismo durante el cambio de siglo, incluyendo a Elizabeth Blackwell, primera médico titulada en EE. UU.. Imagen: Schlesinger Library
La de Blackwell no fue la única crítica feminista a Darwin, pero sí la primera, algo que entonces se juzgó tremendamente osado para una mujer sin estudios formales de ciencia. Pero como ella misma escribió, “solo una mujer puede acercarse a la materia desde un punto de vista femenino; y entre nosotras no hay sino principiantes en esta clase de investigaciones”. No todas las críticas a su trabajo fueron elogiosas. Pero con sus escritos logró convencer de que, siendo por lo demás una teoría sólida —dejando de lado el también flagrante racismo darwinista—, en su tratamiento de la mujer la obra de Darwin pecaba de un sesgo masculino que la apartaba del rigor científico.
Aunque Antoinette Blackwell sea hoy más recordada como filósofa social y feminista que como científica, en sus últimos años fue admitida en la American Association for the Advancement of Science (editora de la revista Science), a la que presentó varios trabajos. El 2 de noviembre de 1920, a sus 95 años, pudo por primera vez depositar su voto en una urna para las elecciones presidenciales; fue la única participante en la convención de 1850 que vivió lo suficiente para ejercer el tan ansiado sufragio femenino.
 Fue elegida para formar parte del National Women's Hall of Fame en 1993.

## Libros
- Studies in General Science (1869)
- The Sexes Throughout Nature (1875)
- The Physical Basis of Immortality (1876)
- The Philosophy of Individuality
- The Making of the Universe (1914)
- The Social Side of Mind and Action (1915)
- The Island Neighbors (1871) —novela—
- Sea Drift (1902) —poesía—